# Юсуф Камиль-паша
Юсуф Камиль-паша (осман. يوسف كامل  پاشا‎ / Yusuf Kamil Pâşâ; тур. Yusuf Kamil Paşa, 1808, Арапгир — 1876, Стамбул) — османский государственный деятель, садр-азем Османской империи.

## Биография
Юсуф Камиль-паша родился в 1808 году в Арапгире. Он происходил из рода Аггуюнлу. Получив хорошее образование в Стамбуле, четыре года проработал Диван-ы Хумаюн (государственный совет). В 1833 году поступил на службу к Мехмеду Али-паше, хедиву Египта и женился на его дочери Зейнеп Султанла. Вернулся в Стамбул в звании мирлива (бригадный генерал), вошёл в состав Меджлис-ы Вала, служил в министерствах образования и торговли. В 1854 году возглавил собрание Танзимата. В 1856 году возглавил Меджлис-ы Вала. Исполнял свои обязанности в течение двух лет, после чего подал в отставку и переехал в Египет.
Вернулся в Стамбул, после восшествия на престол султана Абдул-Азиза. 5 января 1863 года Великий визирь Кечеджизаде Мехмед Эмин Фуад-паша подал в отставку. С января по июнь 1863 года Юсуф Камиль-паша был Великим визирем и членом Государственного совета. С 27 февраля 1869 по 21 октября 1871, с 4 августа 1872 по 21 августа 1875 и с 31 марта 1876 по 5 июня 1876 был председателем Государственного совета. Занимал пост министра юстиции, который в связи с болезнью был вынужден оставить в 1875 году. Узнав о государственном перевороте и убийстве султана Абдул-Азиз 30 мая 1876 года, Юсуф Камиль-паша слёг и умер в том же году.
Им и его супругой было построено много благотворительных учреждений в Стамбуле, например, больница Зейнеп и Камиля, построенная в 1862 году. Юсуф Камиль-паша оставил после себя мечети, школы, фонтаны с питьевой водой. Он был известен и как литератор. Писал стихи. Свободно владел арабским, персидским и французским языками. Перевел на турецкий язык Фенелона.